# Odontopera bilinearia
Odontopera bilinearia là một loài bướm đêm trong họ Geometridae.

## Hình ảnh

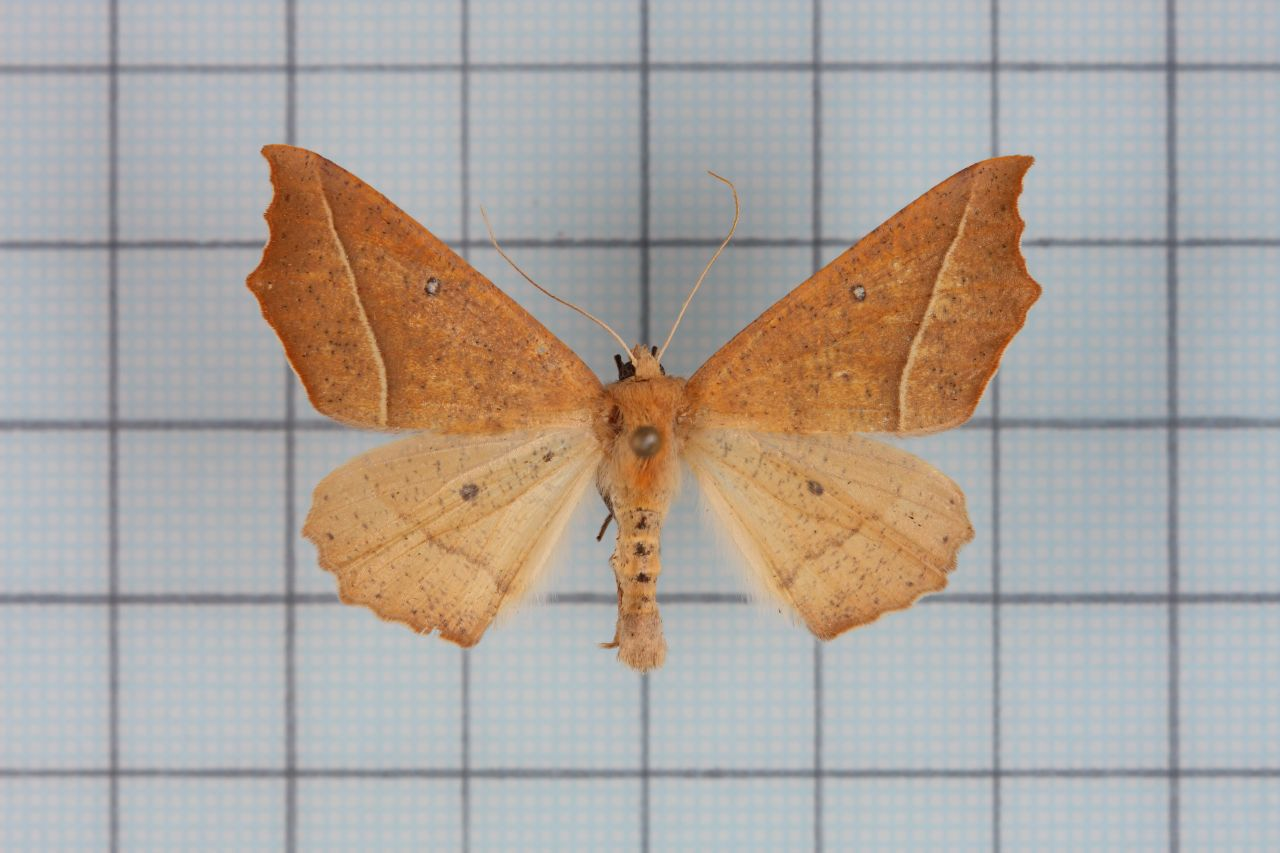
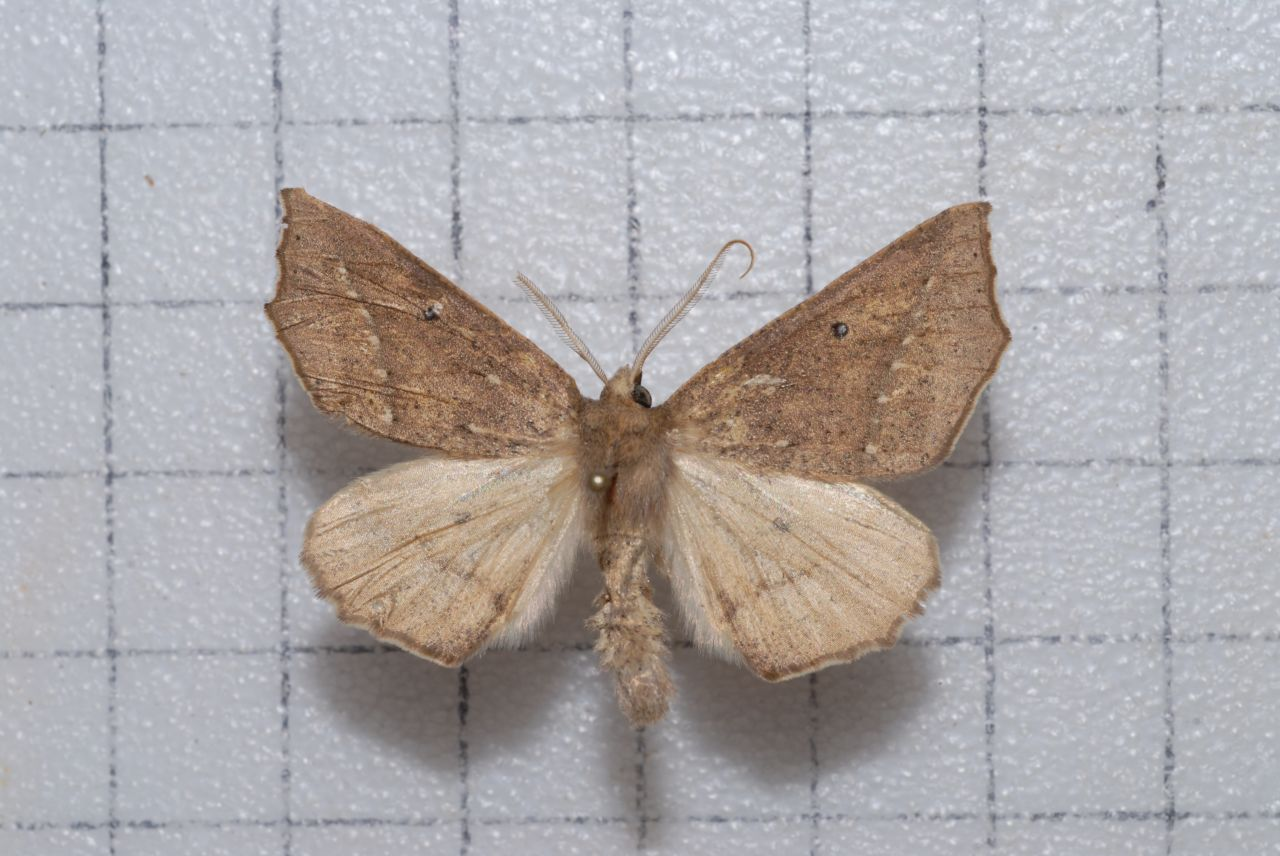
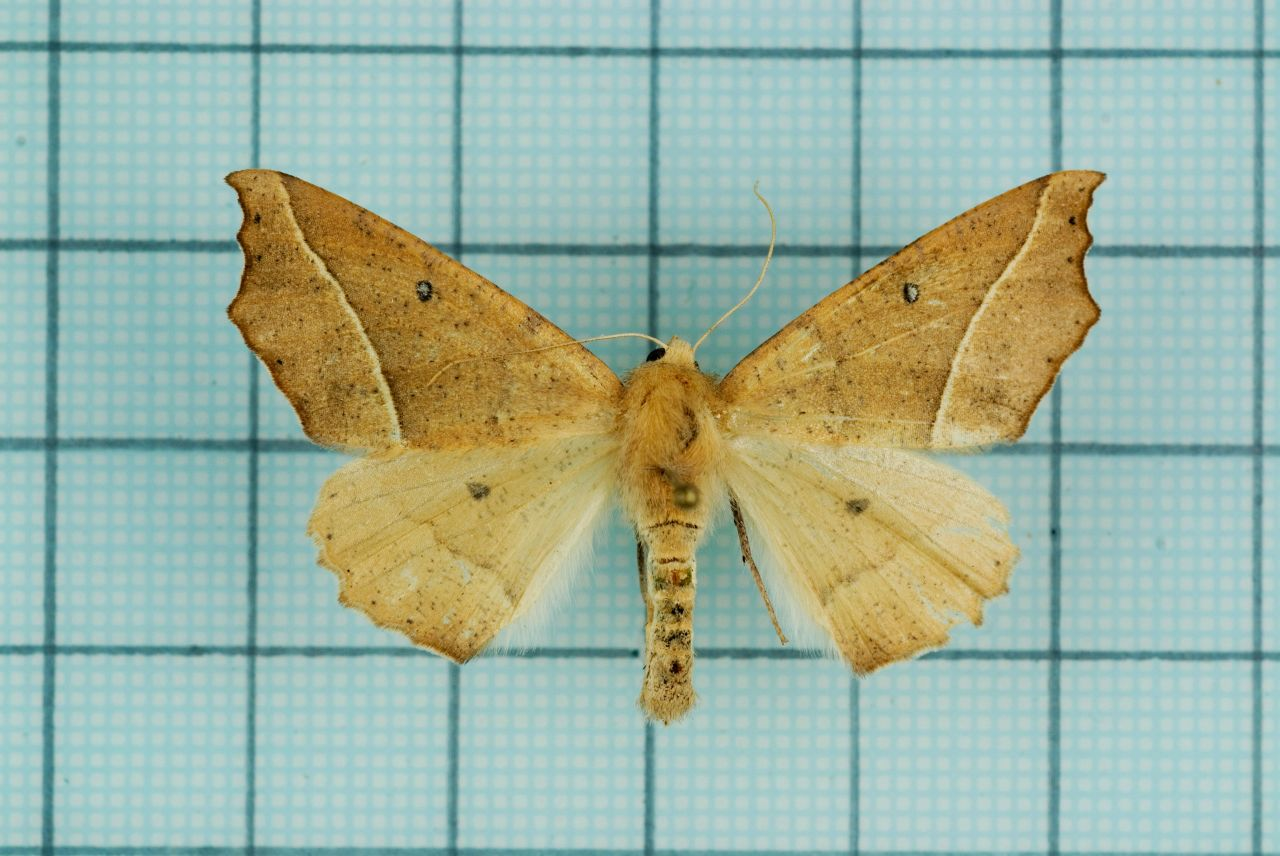
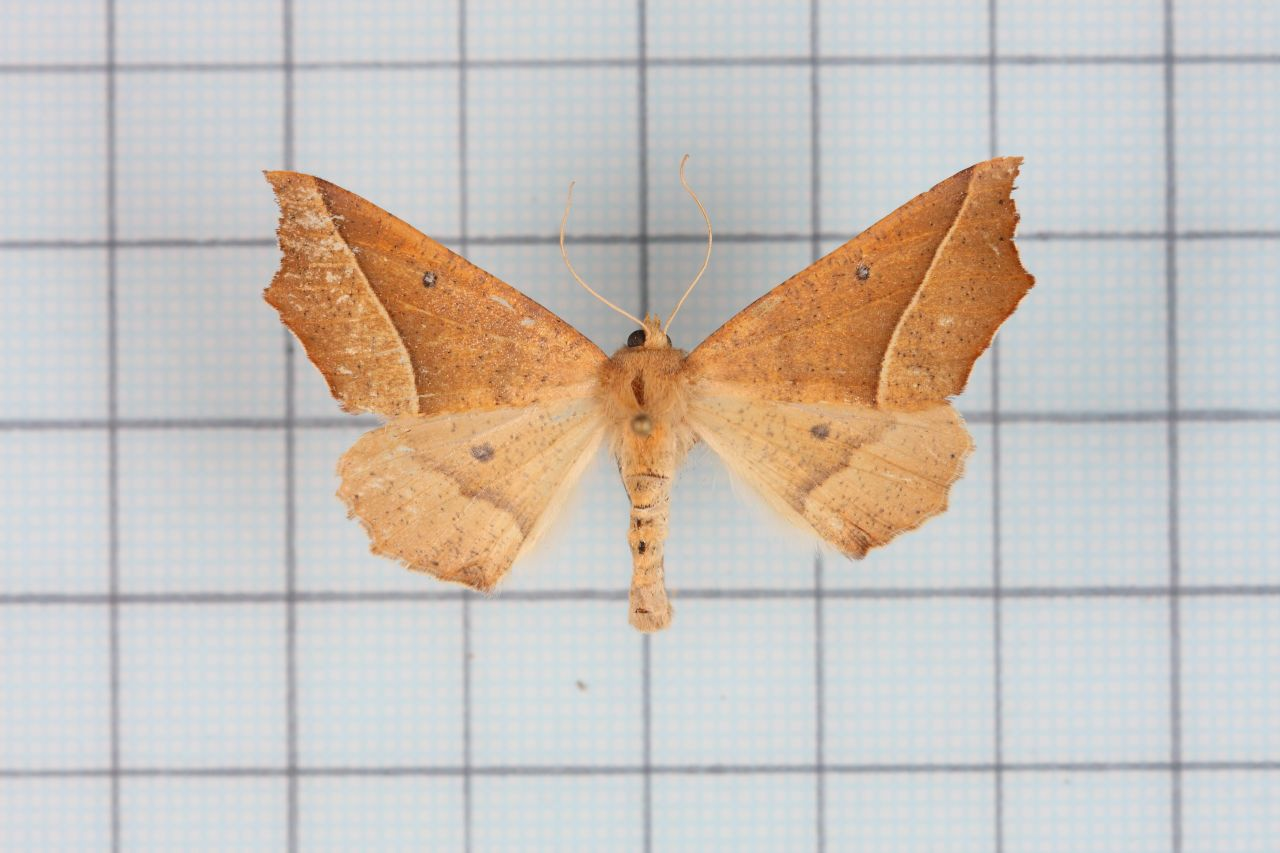